# Moderator
En moderator är den person i en debattpanel eller diskussionsgrupp som leder samtalet och kan jämföras med en mötesordförande eller programledare. 
En moderator kan även vara en person på nätet med särskilda rättigheter i programvaran och med uppgift att hålla reda på nätbaserade forum (nyhetsgrupper, IRC-kanaler och dylikt). Uppgiften utförs vanligtvis av ideella personer och är av administrativ karaktär. I vissa fall förekommer även granskning av vilka meddelanden som ska publiceras för allmänheten. Syftet kan variera från att reducera volymen av inlägg till att filtrera bort stötande eller olagliga uttalanden. Rätten att överklaga felbehandling är också ofta begränsad.